# بارخال بینه
بارخال بینه (به لاتین: Barkhalbina) یک منطقه مسکونی در جمهوری آذربایجان است که در شهرستان زاقاتالا واقع شده است.